# Walcówka

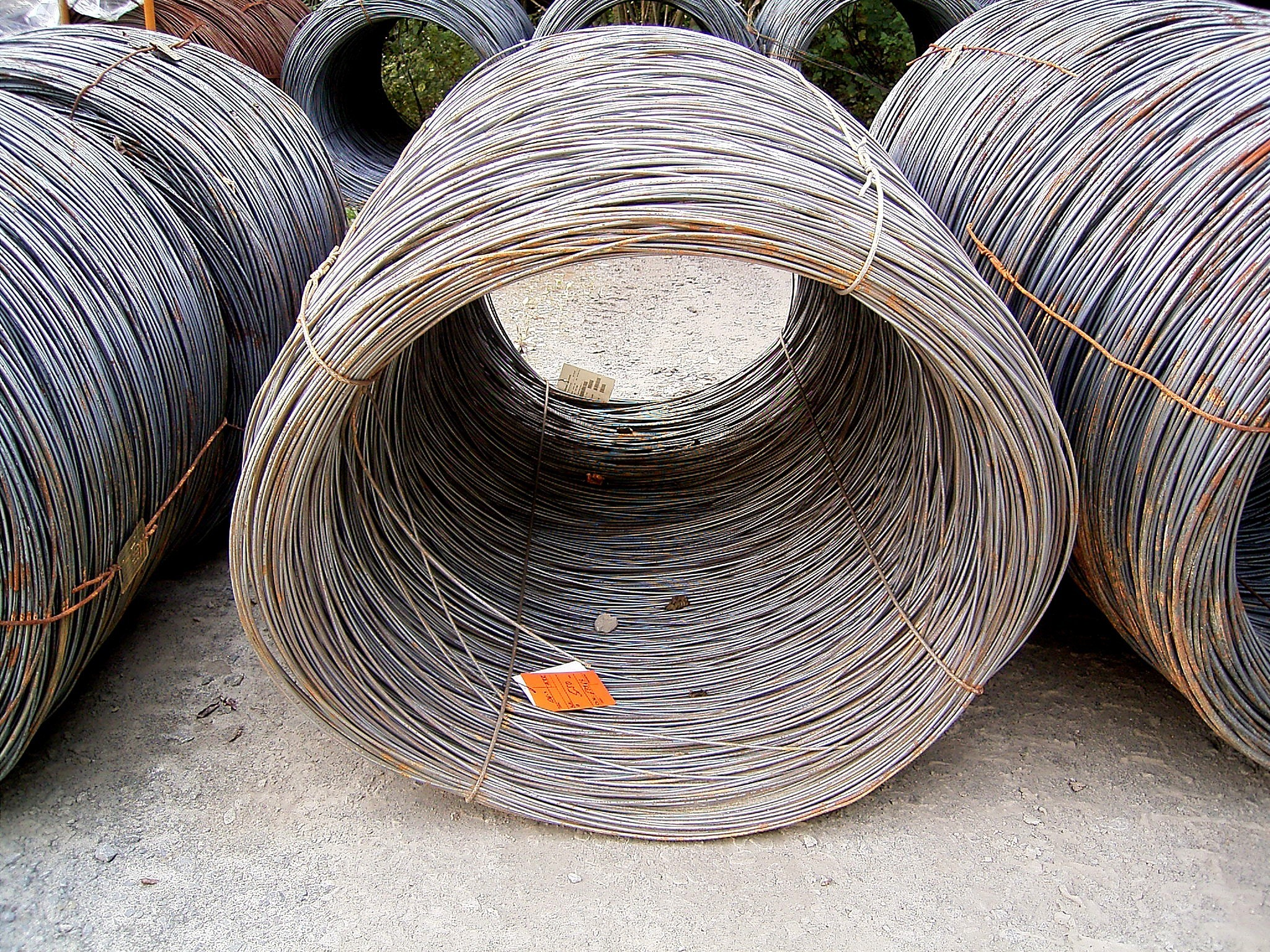
Walcówka

Walcówki – pręty lub kształtowniki o małym, w stosunku do długości, przekroju poprzecznym, otrzymywane metodą walcowania.
Walcówka stalowa jest popularnym wyrobem i ma szerokie zastosowania. Podstawowymi parametrami walcówki stalowej są: kształt przekroju (okrągłe, kwadratowe, prostokątne, sześciokątne), średnica lub wymiary przekroju, gatunek stali oraz jej klasa.